# 청주지방법원 제천지원

## 관할 구역
- 재판관할
  - 제천지원: 제천시, 단양군
  - 단양군법원: 단양군
- 등기관할
  - 제천지원 등기계: 제천시
  - 단양등기소: 단양군